# Кадич, Эна
Эна Кадич (босн. Ena Kadić, 6 октября 1989, Бихач — 19 октября 2015, Инсбрук) — боснийско-австрийская модель, победительница конкурса красоты «Мисс Австрия 2013».

## Представительство на конкурсе «Мисс мира»
Кадич представляла Австрию на конкурсе «Мисс мира 2013» на Бали, Индонезия, 28 сентября 2013 года.

## Смерть
Кадич скончалась 19 октября 2015 года после получения серьёзных травм головы, лёгкого и таза после падения с горы Бергизель в Инсбруке, Тироль, во время пробежки. 
Год спустя её смерть была определена как очевидное самоубийство или несчастный случай, произошедший в результате селфи.